# Toestand vzw
Toestand vzw is een Belgische vereniging zonder winstoogmerk die zich inzet om tijdelijke leegstaande ruimtes te heractiveren met sociaal-culturele doeleinden. De vereniging is een beweging van vrijwilligers, werkkrachten, collectieven en motivés die samen een betere stad willen bouwen, te beginnen in leegstaande plekken. De vereniging zetelt in Brussel.

## Geschiedenis
De beweging is opgericht in 2012 door een twee Brusselse jongeren, Felix Aerts en Niels Coppens, die aan de slag wilden gaan met leegstand in  Brussel. Beiden waren actief lid van van het zg 54kollaktiv. Voor de feesten van dit collectief moesten men steeds inventiever op zoek naar betaalbare Brusselse locaties. Zo ontstond het idee om lege ruimtes te herbestemmen en al snel verlegden de beide initiatiefnemers de focus naar sociale activiteiten in het algemeen. Toen de voorstad Vilvoorde voor de zomer van 2012 een verlaten school aan de Schaarbeeklei ter beschikking stelde, ontstond Plek 322. Dit was de opstap naar de beweging die resulteerde in de vereniging Toestand vzw.

## Projecten
De meeste projecten zijn van tijdelijke aard. Leegstaande en verlaten ruimten worden omgebouwd tot sociaal-culturele centra. In de vooraf afgesproken tijdspanne werkt men aan het creëren van een plek waar iedereen welkom is, met ontmoeting, persoonlijke beleving en groei als centrale elementen. Alle activiteiten zijn op basis van vrijwillige bijdragen.
Allee du Kaai (2014-2022)
In samenwerking met Leefmilieu Brussel werd in 2014 dit eerste project gestart. Voor het jaar 2022 was een nieuw park gepland op de Materialenkaai tegenover Thurn&Taxis in de Brusselse Kanaalzone. In afwachting van de herinrichting van deze zone werd in 2014 Allée du Kaai uitgewerkt als tijdelijk project. Met 9.000 m² aan binnen- en buitenruimte was dit het grootste project van Toestand. Allee du Kaai huisveste ongeveer 30 organisaties die diverse activiteiten organiseerden voor een breed publiek, van de buurt tot het hele gewest.  Activiteiten variëren van zeefdrukken en fietsherstellingen tot een binnenskatepark en volkskeuken. Het project trok jaarlijks zo’n 40.000 bezoekers en werd in 2017 genomineerd voor een Mixity Award door visit.brussels. In 2022 kwam een einde aan het project toen de gemeente besloot het gebied volgens plan te herstructureren. 
Sint-Magdalenaklooster Jette (2022) 
Het klooster, eigendom van het aartsbisdom Mechelen-Brussel, werd oorspronkelijk bewoond door paters redemptoristen, later door paters van Sint-Jan. Tot ze een nieuwe bestemming voor het pand gevonden is , werd voor een periode van twee jaar het beheer in handen van Toestand vzw gegeven.
 

BiestebroekBis (2018-2022) 
In het kader van een wijkcontract kreeg men toegang tot de kelders van de Anderlechtse Academie, die om gedoopt werd tot Biestebroekbis, als voortzetting van een tijdelijke bezetting aan de Biestebroekkaai. Van 2018 tot 2022 werd hier een plek gecreëerd die zowel jonge als oudere inwoners van Anderlecht en Brussel bediende.
Rauter
Met een hergebruikte frietbarak als basis creëerden de vrijwilligers een jaar lang een dorpsplein. De frietbarak fungeerde als café, uitleendienst, luisterend oor, pannenkoekenhuisje, kunstgalerij, opslagplaats en frietkot met gratis frieten. 
BARA 142 (2020-2021) 
Dit was een tijdelijke bezetting voor het project In Limbo. Na een oproep voor partners werden uit 80 voorstellen 30 niet-commerciële organisaties, collectieven en kunstenaars geselecteerd. Deze zochten ruimtes om te creëren, samen te komen, ideeën uit te wisselen en projecten te ontwikkelen. Op de begane grond bevonden zich verenigingen die actief waren op het gebied van recyclage en DIY, terwijl de bovenverdiepingen werden gebruikt als ateliers en gedeelde werkruimtes. Begin 2021 werd het gebouw verbouwd tot een complex van sociale woningen.
Marie Moskou (2016-2020) 
In afwachting van de heraanleg van het Marie-Jansonplein in Sint-Gillis, ook bekend als 'Carré de Moscou', ontwikkelde de vereniging in opdracht van de gemeente Sint-Gillis een tijdelijk gebruiksproject voor het plein. Samen met buurtbewoners, bezoekers en handelaars onderzochten ze de behoeften en wensen voor de publieke ruimte. Het plein werd omgedoopt tot 'Marie Moskou' en voorzien van tijdelijke bouwsels als ontmoetingsplek. Het doel was om buurtbewoners dichter bij elkaar te brengen en bewustzijn over de omgeving te vergroten. Het project werd ondersteund door de gemeente Sint-Gillis en het Brussels Hoofdstedelijk Gewest in het kader van het duurzaam wijkcontract Voorplein-Morichar 2016-2020.
Park West Molenbeek (2023-2024) 

## Internationale projecten
Jaarlijks in de zomer wordt een reis naar het buitenland georganiseerd, waar men gedurende twee weken samen met een grote groep vrijwilligers een verlaten gebouw of openbare ruimte nieuw leven inblaast. Hier worden ook enthousiaste buurtbewoners en lokale organisaties bij betrokken. 